# Чуфаровка
Чуфаровка — деревня в Зубово-Полянском районе Мордовии России. Входит в состав Ачадовского сельского поселения.

## История
В «Списке населённых мест Тамбовской губернии за 1866» Чуфаровка казенная деревня из 6 дворов Спасского уезда.

## Население
| 2002 | 2010 |
| ---- | ---- |
| 10   | ↘4   |

Национальный состав
Согласно результатам Всероссийской переписи населения 2002 года, в национальной структуре населения русские составляли 80 %.